# Primeira etapa de Brasília da Stock Car Brasil de 2009
A Etapa de Brasília de 2009 foi a terceira corrida da temporada de 2009 da Stock Car Brasil, o público foi de 39 mil pessoas. O vencedor foi Allam Khodair.

## Corrida
| Pos | Nº | Piloto             | Equipe           | Voltas | Tempo/Aband. | Grid | Pontos |
| --- | -- | ------------------ | ---------------- | ------ | ------------ | ---- | ------ |
| 1   | 18 | Allam Khodair      | Full Time        | 46     | 49min05s864  |      | 25     |
| 2   | 15 | Antonio Jorge Neto | RC3 Bassani      | 46     | + 2s185      |      | 20     |
| 3   | 51 | Átila Abreu        | AMG Motorsport   | 46     | + 3s697      |      | 16     |
| 4   | 65 | Max Wilson         | RC Competições   | 46     | + 3s811      |      | 14     |
| 5   | 80 | Marcos Gomes       | Action Power     | 46     | + 4s439      |      | 12     |
| 6   | 35 | David Muffato      | RC3 Bassani      | 46     | + 4s967      |      | 10     |
| 7   | 21 | Thiago Camilo      | Vogel Motorsport | 46     | + 6s840      |      | 9      |
| 8   | 14 | Luciano Burti      | Boettger         | 46     | + 7s215      |      | 8      |
| 9   | 20 | Ricardo Sperafico  | RZ Racing        | 46     | + 7s892      |      | 7      |
| 10  | 77 | Valdeno Brito      | RCM Motorsport   | 46     | + 7s973      |      | 6      |
| 11  | 33 | Felipe Maluhy      | Avallone         | 46     | + 8s264      |      | 5      |
| 12  | 11 | Nonô Figueiredo    | Officer          | 46     | + 10s051     |      | 4      |
| 13  | 6  | Alceu Feldmann     | Boettger         | 46     | + 10s611     |      | 3      |
| 14  | 90 | Ricardo Mauricio   | RC Competições   | 46     | + 11s034     |      | 2      |
| 15  | 23 | Duda Pamplona      | Officer          | 46     | + 11s923     |      | 1      |
| 16  | 74 | Popó Bueno         | Hot Car          | 46     | + 13s420     |      |        |
| 17  | 3  | Chico Serra        | Avallone         | 46     | + 14s619     |      |        |
| 18  | 7  | Thiago Marques     | JF Racing        | 46     | + 15s217     |      |        |
| 19  | 19 | Rodrigo Sperafico  | RZ Racing        | 46     | + 22s136     |      |        |
| 20  | 63 | Lico Kaesemodel    | AMG Motorsport   | 45     | + 1 volta    |      |        |
| 21  | 37 | Claudio Capparelli | Amir Nasr Racing | 41     | + 5 voltas   |      |        |
| Ret | 5  | Enrique Bernoldi   |                  | 38     |              |      |        |
| Ret | 44 | Norberto Gresse    |                  |        |              |      |        |